# Séverine Pineaux
 (décembre 2011).
Si vous disposez d'ouvrages ou d'articles de référence ou si vous connaissez des sites web de qualité traitant du thème abordé ici, merci de compléter l'article en donnant les références utiles à sa vérifiabilité et en les liant à la section « Notes et références ».
Séverine Pineaux est une illustratrice française, née le 1er novembre 1960 à Paris.
Après ses débuts dans l'illustration de fantasy, elle s'est spécialisée dans des représentations féeriques où les arbres se mêlent aux créatures et aux hommes. Sa série Ysambre, composée de deux tomes, Le monde-arbre et La femme-graine, a été primée au Printemps des Légendes de Monthermé.

## Biographie
Illustratrice, artiste peintre et dessinatrice, Séverine Pineaux a toujours évolué dans un univers de féerie et d’héroïc-fantasy. Après ses études d'arts plastiques à Paris VIII, et à la suite de la réalisation d'un dessin animé et d'un album BD, Rock n'Renard, elle fonde, en 1985 et avec plusieurs personnes, une société de communication multimédias, Outline Vidéo. Parallèlement, elle illustre pour les magazines de jeux de rôles comme Dragon magazine et Graal. Elle crée aussi des couvertures de livre pour les éditions Pocket et Fleuve noir. La Société Outline Vidéo cesse ses activités en 1994, Séverine Pineaux devient alors illustratrice indépendante. Elle continue à créer des couvertures de livres et de travailler pour Dragon magazine.
Elle reprend la peinture à l'huile en 1996, et reçoit le prix du public Visions du Futur à Paris en 1999.

## Publications
- Marc-Louis Questin, L'univers magique des Fées, 2010Illustrations en noir et blanc et couverture. Recueil de contes et de légendes sur les « belles dames », associé à « des nouvelles contemporaines inspirées par Faérie ».
- La forêt magique, Carnet de croquis, 2009Dessins préparatoires et esquisses de tableaux sur ses 10 dernières années.
- Le Grand Bestiaire des Légendes, 2008Visite dans une réserve « sur-naturelle » d'animaux fabuleux, avec des illustrations de licornes, dragons, griffons, sirènes, sphinx, Pégase, basilic et bien d’autres. Leurs modes de vie et leurs histoires sont présentées.
- Les dragons, petit traité de sciences naturelles, 2006Un livre à la manière des naturalistes pour tout savoir sur les dragons, leurs origines, leurs habitudes et leur magie.
- The Stone Of Sorrow : The Revealer Of Wonders de John Ward, Robert Davies et Séverine Pineaux, 2005
- The Secret of the Alchemist de John Ward et Séverine Pineaux, 2003
- Terra Incognita de plusieurs illustrateurs, 2002, les nouveaux talents de l'imaginaire français, Nestiveqnen
- Le Siège de Constantinople, 1453 (Les Grandes batailles de l'histoire) de Marc Rolland et Séverine Pineaux, 1989
- 1 Rock N'renard, Georges Bielec, 1984
Scénario : Séverine Pineaux - Dessin : Pascal Fey et Alain Mère
- Série Gothic Faërie Gothic Faërie, 2011 (La dernière des fées pleure à travers le temps son amour perdu. Partie de la très ancienne forêt de Dean, elle traverse l'Angleterre victorienne et le Paris de la Belle Époque jusqu'au Manhattan du XXIe siècle, où elle trouve un nouvel espoir) :
  - Gothic Fairies, agenda 2012, 2011
- Série Les Chats enchantés :
  - Les Chats enchantés, Agenda Scolaire 2011-2012, 2011
  - Les Chats enchantés, Carnet d'adresses, 2011
  - Les Chats enchantés, agenda 2012, 2011
- Série Ysambre :
  - Ysambre, tome 1, le monde arbre de Mickael Ivorra et Séverine Pineaux, 2004 (livre-univers où les carnets de notes de voyageurs permettent de percer les mystères de la forêt des sylphes).
  - Ysambre, tome 2, la femme graine, de Mickael Ivorra et Séverine Pineaux, 2008 (de retour dans la forêt d'Ysambre, les héros du premier volume doivent sauver leur monde menacé par les sylphes noires).

## Exposition

### Collectives
- 2011 : De Morgane à Mélusine au château de Comper
- 2010 :
  - Plastica Naboria à Saint-Avold
  - Biennale de Saint-Léonard à Saint-Léonard-de-Noblat
  - La Reine, la fée et le chevalier, château de Comper en Brocéliande, Maison internationale de Rennes, château d'Exeter, Angleterre.
  - Morisson Galeries, États-Unis
- 2009 :
  - Festival Printemps des Légendes à Monthermé (Ardennes)
  - Salon Chimeria à Sedan, exposition permanente La forêt de Merlin au château de Comper
  - Festival de l'imaginaire à Beaumont-en-Auge
  - Salon Intemporéel à La Couronne ; biennale « Faerie 2009 » à Arlon (Belgique)
- 2008 :
  - Biennale Saint-Léonard-de-Noblat
  - Festival de l’art imaginaire, Beaumont-en-Auge
- 2007
  - Faeries 2007, Arlon (Belgique)
  - « l’Art en dix mouvements », château de Chalais
  - « L’arbre dans l’imaginaire », Nivelles (Belgique)
  - « Chiméria », Sedan
  - Morisson Galeries, Chicago (États-Unis)
- 2006 :
  - Biennale Saint-Léonard-de-Noblat
  - « l’Art en dix mouvements », château de Chalais
  - « Rencontres de l’imaginaire », château de Comper
  - « Regard sur les Arts », Lamballe
  - « Chiméria », Sedan
  - Morrisson Galeries, Chicago (États-Unis)
- 2005 :
  - « Faeries 2005 », Arlon (Belgique)
  - « Fées et Sorcières », Saint-Léonard-de-Noblat
  - « Rencontres de l’Imaginaire », château de Comper (invitée d’honneur)
  - « l’Art en Dix Mouvements », château de Chalais
- 2004 :
  - « Utopiales », palais des congrès de Nantes
  - Galerie l’Arche de Morphée, Paris
  - Biennale Saint-Léonard-de-Noblat
  - « l’Art en Dix Mouvements », château de Chalais
- 2002 :
  - « Art&Fact », Lyon
  - Mairie du 18e, Paris
- 2001 :
  - French Art Fair, Hong Kong (Chine)
  - Salon de peinture, Carantec
- 2000 :
  - Mairie du 18e, Paris
  - Biennale Saint-Léonard-de-Noblat

### Personnelles
- 2011 :
  - « Gothic Faërie » à la galerie Petits Papiers, Paris, du 14 décembre 2011 au 12 janvier 2012.
  - Galerie Art Passion à Limoges, du 19 novembre au 4 décembre
- 2010 : « Un arbre dans la tête », médiathèque de Beignon
- 2008 : Atelier Karidwen, Paris
- 2007 : Cercle Saint-Léonard, Saint-Léonard-de-Noblat
- 2005 : galerie l’Âme Enchantée,   Vézelay